# Anita Horvat
Anita Horvat (ur. 7 września 1996 w Lublanie) – słoweńska lekkoatletka specjalizująca się w biegach sprinterskich i średniodystansowych, medalistka halowych mistrzostw Europy w 2023 i 2025.
Początkowo jej głównym dystansem był bieg na 400 metrów, od 2021 jest to w coraz większym stopniu bieg na 800 metrów.
Odpadła w eliminacjach biegu na 400 metrów na igrzyskach olimpijskich w 2020 w Tokio. Zajęła 7. miejsce w finale biegu na 800 metrów na mistrzostwach świata w 2022 w Eugene. Zdobyła srebrne medale w biegu na 400 metrów i w sztafecie 4 × 400 metrów na igrzyskach śródziemnomorskich w 2022 w Oranie.
Zdobyła srebrny medal w biegu na 800 metrów na halowych mistrzostwach Europy w 2023 w Stambule, przegrywając jedynie z Keely Hodgkinson z Wielkiej Brytanii, a wyprzedzając Agnès Raharolahy z Francji.
Wywalczyła brązowy medal w biegu na 800 metrów podczas halowych mistrzostw Europy w 2025 w Apeldoorn, przegrywając z Anną Wielgosz oraz Clarą Liberman z Francji.
Zwyciężyła w mistrzostwach krajów bałkańskich w sztafecie 4 × 400 metrów w 2021 oraz zdobyła srebrne medale w biegu na 400 metrów w 2021 i w biegu na 800 metrów w 2022, a w halowych mistrzostwach krajów bałkańskich zwyciężyła w biegu na 400 metrów i w sztafecie oraz zdobyła brązowe medale w tych konkurencjach w 2021.
Była mistrzynią Słowenii w biegu na 400 metrów przez płotki w 2015, w sztafecie 4 × 100 metrów w 2016, w biegu na 400 metrów w latach 2016 i 2019–2021, w biegu na 100 metrów w 2017, w biegu na 200 metrów w 2017 i 2018 oraz w biegu na 800 metrów i sztafecie 4 × 400 metrów w 2022. W hali była mistrzynią swego kraju w biegu na 400 metrów w 2016 i 2017 oraz w sztafecie 4 × 400 metrów w 2020.
Jest aktualną (luty 2024) rekordzistką Słowenii w biegu na 400 metrów z czasem 51,22, uzyskanym 20 lipca 2018 w Monako i w sztafecie 4 × 400 metrów z czasem 3:30,90 (22 czerwca 2021 w Starej Zagorze) oraz halową rekordzistką w tych konkurencjach z wynikami 52,22 (8 lutego 2018, Madryt) i 3:37,08 (20 marca 2022, Belgrad). Jest również rekordzistką kraju w mieszanym biegu rozstawnym 4 × 400 metrów z czasem 3:14,72 (22 czerwca 2023, Chorzów).

## Osiągnięcia
| Rok  | Impreza                                   | Miejsce    | Konkurencja                | Pozycja    | Wynik   |
| ---- | ----------------------------------------- | ---------- | -------------------------- | ---------- | ------- |
| 2014 | Mistrzostwa świata juniorów               | Eugene     | sztafeta 4 × 400 m         | eliminacje | 3:42,91 |
| 2015 | Mistrzostwa Europy juniorów               | Eskilstuna | bieg na 400 m              | eliminacje | 56,36   |
| 2015 | Mistrzostwa Europy juniorów               | Eskilstuna | bieg na 400 m przez płotki | eliminacje | 1:02,08 |
| 2015 | Mistrzostwa Europy juniorów               | Eskilstuna | sztafeta 4 × 400 m         | 8. miejsce | 3:46,30 |
| 2017 | Halowe mistrzostwa Europy                 | Belgrad    | bieg na 400 m              | eliminacje | 54,65   |
| 2017 | Młodzieżowe mistrzostwa Europy            | Bydgoszcz  | bieg na 400 m              | 4. miejsce | 53,06   |
| 2017 | Mistrzostwa świata                        | Londyn     | bieg na 400 m              | eliminacje | 52,78   |
| 2018 | Halowe mistrzostwa świata                 | Birmingham | bieg na 400 m              | eliminacje | 53,52   |
| 2018 | Mistrzostwa Europy                        | Berlin     | bieg na 400 m              | półfinał   | 51,89   |
| 2019 | Halowe mistrzostwa Europy                 | Glasgow    | bieg na 400 m              | półfinał   | 53,37   |
| 2019 | Mistrzostwa świata                        | Doha       | bieg na 400 m              | eliminacje | 52,73   |
| 2021 | Halowe mistrzostwa Europy                 | Toruń      | bieg na 800 m              | eliminacje | 2:06,08 |
| 2021 | World Athletics Relays                    | Chorzów    | sztafeta 2 × 2 × 400 m     | 3. miejsce | 3:41,95 |
| 2021 | Igrzyska olimpijskie                      | Tokio      | bieg na 400 m              | eliminacje | 52,34   |
| 2022 | Halowe mistrzostwa świata                 | Belgrad    | sztafeta 4 × 400 m         | eliminacje | 3:37,02 |
| 2022 | Igrzyska śródziemnomorskie                | Oran       | bieg na 400 m              | 2. miejsce | 51,94   |
| 2022 | Igrzyska śródziemnomorskie                | Oran       | sztafeta 4 × 400 m         | 2. miejsce | 3:31,51 |
| 2022 | Mistrzostwa świata                        | Eugene     | bieg na 400 m              | eliminacje | 52,67   |
| 2022 | Mistrzostwa świata                        | Eugene     | bieg na 800 m              | 7. miejsce | 1:59,83 |
| 2022 | Mistrzostwa Europy                        | Monachium  | bieg na 800 m              | eliminacje | 2:23,76 |
| 2022 | Mistrzostwa Europy                        | Monachium  | sztafeta 4 × 400 m         | eliminacje | 3:31,57 |
| 2023 | Halowe mistrzostwa Europy                 | Stambuł    | bieg na 800 m              | 2. miejsce | 2:00,54 |
| 2023 | II dywizja drużynowych mistrzostw Europy  | Chorzów    | bieg na 400 m              | 4. miejsce | 51,80   |
| 2023 | II dywizja drużynowych mistrzostw Europy  | Chorzów    | sztafeta mieszana          | 1. miejsce | 3:14,72 |
| 2023 | Mistrzostwa świata                        | Budapeszt  | bieg na 800 m              | półfinał   | 2:00,54 |
| 2024 | Mistrzostwa Europy                        | Rzym       | bieg na 800 m              | półfinał   | 2:04,30 |
| 2024 | Igrzyska olimpijskie                      | Paryż      | bieg na 800 m              | repasaże   | 2:00,56 |
| 2025 | Halowe mistrzostwa Europy                 | Apeldoorn  | bieg na 800 m              | 3. miejsce | 2:02,52 |
| 2025 | III dywizja drużynowych mistrzostw Europy | Maribor    | bieg na 800 m              | 2. miejsce | 1:59,78 |
| 2025 | III dywizja drużynowych mistrzostw Europy | Maribor    | sztafeta mieszana          | 5. miejsce | 3:15,71 |

## Rekordy życiowe
- bieg na 400 metrów – 51,22 (20 lipca 2018, Monako)
- bieg na 400 metrów (hala) – 52,22 (8 lutego 2018, Madryt)
- bieg na 600 metrów – 1:25,58 (27 kwietnia 2024, Mediolan)
- bieg na 800 metrów – 1:58,73 (13 czerwca 2023, Turku)
- bieg na 800 metrów (hala) – 2:00,35 (28 lutego 2025, Madryt)